# 奥村尚寛
奥村 尚寛 （おくむら ながのぶ、宝暦7年（1757年） - 享和3年12月24日（1804年2月5日））は、加賀藩年寄。加賀八家奥村宗家第10代当主。
父は加賀藩年寄奥村隆振。養父は奥村栄輇。正室は大音厚曹の娘。子は奥村栄実、横山隆盛室、前田内匠助室、中川顕忠室。通称助右衛門。官位は従五位下河内守。号は慎斎。

## 生涯
宝暦7年（1757年）、加賀藩年寄奥村隆振の次男として金沢に生まれる。明和2年（1765年）、早世した宗家の栄輇の末期養子となって家督と知行1万7000石を相続する。
安永6年（1777年）、従五位下河内守に叙任。安永7年（1778年）9月、藩主前田重教世子斉敬誕生の際に蟇目役を務める。天明6年（1786年）、病で長期間出仕できず5000石を減じられる。翌天明7年（1787年）、旧禄高に復す。寛政3年（1791年）9月、藩主治脩に学校方御用主附（学校惣奉行）に任命され、翌寛政4年（1792年）3月、藩校明倫堂を設立する。初代学頭には京都から儒学者新井白蛾を招き、尚寛自らも白蛾より周易の講義を受けた。
享和3年（1804年）12月24日没。享年47。家督は嫡男栄実が相続した。墓所は野田山墓地。